# Руховци
Руховци е село в Северна България. То се намира в община Елена, област Велико Търново.

## География
Намира се на около 6, 8 километра югоизточно от град Елена (Пеш - около 1 час 22 минути; С кола - около 9 минути). Разположено е в равнинна местност на високия десен бряг на река Мийковска (Боровщица), на 310 метра надморска височина. От него водят пътища на юг към село Илаков рът, на северозапад към Елена и на изток към село Марян. Има красива околност. Преминалият тук чешки учен Константин Иречек описва удивителната природа и по-конкретно руховските ливади.

## История
Руховци съществува като селище отпреди Освобождението. Възниква от създадените на това място плугари за стада с добитък, привлечени от обилната паша. В турски източници се среща като Рухоларе. За названието на селото има две хипотези: едната – от името на първия заселник дядо Рухо от Елена, който при търсене на паша за добитъка си се натъкнал на тази местност, харесала му природата и условията за скотовъдство и решил да се засели тук, а втората е, че е основано в края на XVI век от преселници от Радомирското село Русоларе, между които бил и дядо Рухо.
Основният поминък на населението бил скотовъдството и земеделието. Недостатъчната обработваема земя породила гурбетчийското градинарство и дюлгерство в други краища на страната. Развили се занаятчийството и търговията.
В селото е съществувало едно от ранните килийни училища в района. То било открито в 1828 г. и се помещавало в частни къщи, докато в 1857 г. „на хорището“ била построена училищна сграда, но в нея занятия не са водени. На следващата година било построено ново училище в центъра на селото. През 1904 г. е отворено вечерно училище за възрастни, а в 1921 г. първи прогимназиален клас.
Руховци е признато от колиби за село след 1887 г. След Освобождението с присъединените към него махали Кехайовци, Стайковци и Христовци е самостоятелна община.
По време на Руско-турската война 1877-1878 г. селото е опустошено и разграбено.

## Население
Преброяване на населението през 2011 г.
Численост и дял на етническите групи според преброяването на населението през 2011 г.:
|                     | Численост | Дял (в %) |
| Общо                | 119       | 100,00    |
| Българи             | 117       | 98,31     |
| Турци               | 0         | 0,00      |
| Цигани              | 0         | 0,00      |
| Други               | 0         | 0,00      |
| Не се самоопределят | 0         | 0,00      |
| Неотговорили        | 2         | 1,68      |

## Обществени институции
Читалище „Развитие“ е основано на 19 януари 1914 г. В 1950 г. с доброво¬лен труд по стопански начин е построен читалищен дом. Читалището развива активна културно-масова дейност. Активни читалищни дейци, оставили значими следи в дейността му са Недялка и Коста Кирчеви, Петко Ст. Воденичаров, свещ. Никола П. Марков, Петко Попов, Христо Недялков, Драган Чакъров, Стойко Делипеев, Петър Садинов, Гиргина Игнатова, която дълги години е и клисар на църквата в селото и др.
Църквата „Успение Пр. Богородици“ е построена през 1859 година. В околностите на селото са открити останки от стар манастир. В далечното минало за черкуване на жителите на селището се използвало светилището под големия дъб на местността „Горбанец“.

## Културни и природни забележителности
Разположен до с. Руховци е природният феномен Христовски водопад, подходящ за туризъм по всяко време на годината. Разположен е над 400 метра надморска височина, лее се по поречието на река Мийковска. През 1974 година е обявен за защитена природна забележителност. Има обозначен туристически маршрут до местността. Красивият водопад е лесно достъпен.
Падът на водата е от около 9 метра, но цялата каскада е много широка и пълноводна постоянно.

## Редовни събития
Традиционен сбор в селото се провежда на храмовия празник на църквата – Успение Богородично, а на празника Свети Дух се устройва курбан с молебен за дъжд и плодородие край Вековния дъб в махала „Горбанец“.